# Norman Campbell (piłkarz)
Norman Campbell (ur. 24 listopada 1999) – jamajski piłkarz, występujący na pozycji napastnika lub skrzydłowego w duńskim klubie Randers oraz w reprezentacji Jamajki.

## Kariera klubowa
Norman Campbell jest wychowankiem Harbour View FC. 8 października 2020 został wypożyczony na rok do serbskiego klubu FK Grafičar Belgrad

## Kariera reprezentacyjna
Norman Campbell zadebiutował w narodowych barwach 14 stycznia 2020 roku w przegranym 0:3 wyjazdowym meczu z Arabią Saudyjską.